# Несрін Кадин Ефенді
Несрін Кадин Ефенді або Несрін Хатун — наложниця-фаворитка Османського султана Абдул-Азіза, мати його дочок Есму Султан та Еміне Султан.

## Біографія
Родом Несрін Кадин із Польських земель. Є припущення, що на рідних землях її називали Юзефа — ім'я Несрін Кадин дав їй Абдул-Азіз перед тим, як вона отримала титул фаворитки (до 1788 "Хатун", після 1788 "Ефенді").
Несрін потрапила в Стамбул у 13 років. 2 роки вивчалась у мечеті Долмабахче. У 15 років потрапила в гарем султана. 
У 16 років Несрін народила дочку Есму Султан. Через 2 роки, у 18, другу доньку, Еміне Султан. 
Хоча вже на ті часи нікях (шлюб) з султаном був не дивним, Несрін не стала Хасекі. Найімовірніше, на це вплинула відсутність сина.
Несрін загинула 25-29 червня 1874, у 47 років, під час пологів, в замку своєї дочки Есми Султан.
Похована в мавзолеї дочки Есми.